# Faïz Selemani
Faïz Selemani, né le 17 novembre 1993 à Marseille, est un footballeur international comorien, qui possède également la nationalité française. Il évolue au poste d'ailier gauche au Qatar SC.

## Carrière en club

### De la DHR à la Ligue 2 en deux ans
Né en 1993 à Marseille de parents mahorais, Faïz commence sa carrière en DHR au FC Côte Bleue, un club situé dans l'agglomération marseillaise. Il est ensuite repéré par Djamal Mohamed et signe en National à Marseille Consolat le 1er août 2014, où il se révèle au poste de latéral droit. Auteur de 4 buts lors des 3 premières rencontres de l'exercice 2015-2016, Niort l'arrache au club provençal contre un chèque de 100 000 euros le dernier jour du mercato d'été 2015. Attaquant à ses débuts, il est baladé sur le flanc droit, tantôt ailier, tantôt latéral où sa vitesse et son potentiel offensif font merveille. Pour sa première saison en Ligue 2, il dispute ainsi 30 rencontres, toutes débutées titulaire, pour 3 buts et 4 passes décisives.

### Découverte de la Ligue 1 au FC Lorient et retour à la Ligue 2
À la suite du départ de Lamine Gassama et de la grave blessure de Pape Paye, il vient renforcer, le 20 juin 2016, le club breton du FC Lorient où il paraphe un contrat de quatre ans. Il y retrouve Paul Delecroix, son ancien coéquipier niortais, arrivé lui aussi lors du mercato d'été. Il débute en Ligue 1 lors de la première journée en entrant en jeu à la place de Benjamin Moukandjo lors d'un déplacement au Stade Malherbe de Caen. Peu utilisé, il est prêté lors de la seconde partie de saison à Tours en Ligue 2.
Lorsqu'il revient à Lorient durant l'été 2017, il retrouve son club en Ligue 2 à la suite de sa relégation. Il intègre la rotation de l'effectif au sein de l'équipe première, marquant notamment un but lors de la quatrième journée face au Clermont Foot 63 pour sa première titularisation de la saison. Lors de la seconde partie de saison, il est prêté à l'AC Ajaccio. Pour son dernier match avec Ajaccio, il offre une passe décisive à Mathieu Coutadeur et marque un but, permettant à son équipe de terminer la saison sur un match nul 2 à 2 face au Chamois niortais et de terminer ainsi à la troisième place du championnat, devant Lorient, septième.
Il revient à Lorient durant l'été 2018 mais n'entre plus dans les plans de Mickaël Landreau. Il effectue la préparation estivale en marge du groupe professionnel, aux côtés notamment de Sylvain Marveaux, Mathieu Peybernes, Zargo Touré, Steven Moreira, Valentin Lavigne et Paul Delecroix.

### De la Belgique à l'Arabie saoudite
Il s'engage finalement avec le RU Saint-Gilles en août 2018 ou il signe un contrat de trois années avec une année supplémentaire en option.
Il signe au KV Courtrai en août 2019, même si l'Union Saint-Gilloise conteste le transfert.
Après quatre saisons passées dans le club belge, il signe un contrat de deux ans au Al-Hazem Saudi Club en Arabie saoudite en juillet 2023.

## Carrière en sélection
Selemani est convoqué pour la première fois en sélection nationale comorienne pour un  match des éliminatoires de la Coupe d'Afrique des nations de football 2019 contre le Malawi le 10 juin 2017, mais il n'entre pas en jeu. Il honore sa première sélection en match amical contre Madagascar le 11 novembre 2017, où il réalise une passe décisive.
Il dispute la première Coupe d'Afrique des nations de l'histoire du pays lors de l'édition 2021 au Cameroun.
En mars 2024, il inscrit un doublé lors de la victoire 4-0 en amical contre l'Ouganda.